# Оральна стадія
У фройдистському психоаналізі термін оральна стадія (нім. orale Phase, англ. Oral stage) або гемітаксія означає першу стадію психосексуального розвитку, на якій рот немовляти є його основною ерогенною зоною. Охоплюючи період життя від народження до 18 місяців, оральна стадія є першою з п'яти фройдистських стадій психосексуального розвитку: (i) оральна, (ii) анальна, (iii) фалічна, (iv) латентна та (v) генітальна.
Відповідно до теорії Фройда, особистість розвивається через низку стадій, зосереджених на ерогенних сферах, протягом усього дитинства. Здорова особистість у дорослому віці залежить від успішного завершення всіх цих етапів дитинства. Якщо проблеми не вирішуються на певному етапі, то відбудеться фіксація, що призводить до нездорової особистості.
Немовля, яким нехтують (недогодовують) або надмірно опікують (перегодовують) під час вигодовування, може стати орально-фіксованою людиною. Ця фіксація може мати два наслідки: (i) знехтувана дитина може стати психологічно залежною дорослою людиною, що постійно шукає оральної стимуляції, у якій їй було відмовлено в дитинстві, таким чином перетворюючись на особистість, що маніпулює для задоволення своїх потреб замість того, щоб подорослішати до незалежності; (ii) дитина в надмірній опіці може чинити опір дорослішанню та повернутися до залежності від інших у задоволенні своїх потреб. Теоретично оральна стадія фіксації проявляється як балакучість, куріння, постійні оральні стимули (їжа, жування предметів) і алкоголізм.